# Pyaar To Hona Hi Tha
Pour plus de détails, voir Fiche technique et Distribution.
Pyaar To Hona Hi Tha    (hindi : प्यार तो होना ही था, français : L'amour devait arriver) est un film indien réalisé par Anees Bazmee, sorti en 1998. C'est une copie scène pour scène du film French Kiss.

## Synopsis
La très gaffeuse Sanjana aime énormément Rahul. Orpheline, elle vit avec lui à Paris, et tous deux projettent de se marier et d'acheter une maison, mais avant cela, Rahul doit se rendre en Inde dans le cadre d'un déplacement professionnel. Sanjana tient à l'accompagner mais, souffrant d'une phobie extrême de l'avion, elle contraint en plein vol l'appareil à faire demi retour. Quelques jours après, Rahul qui est parti seul l'appelle et lui annonce qu'il est tombé sous le charme d'une certaine Nisha, et qu'il va l'épouser sous peu. Dépitée, Sanjana entreprend néanmoins de surmonter sa peur et embarque direction l'Inde dans l'espoir de ramener Rahul à la raison. Durant le voyage, elle rencontre le mystérieux Shekar, un escroc nonchalant qui l'aide à oublier sa crainte du décollage. Celui-ci est fortement soupçonné par le méticuleux inspecteur Khan, qui l'attend dès son arrivée à l'aéroport. Mais Shekar a pris soin de dissimuler le collier qu'il a dérobé dans la valise de Sanjana, à son insu. Il la suit donc discrètement en taxi alors que Khan fouille scrupuleusement ses bagages. Lorsque Sanjana arrive à l'hôtel où séjourne Rahul et le croise en compagnie de la glamourissime Nisha, elle s'évanouit. Un voleur en profite alors pour subtiliser les bagages de Sanjana inconsciente... dans lesquels sont cachés le précieux collier ! Shekar, qui le connaît, le croise sans se douter de rien et arrive trop tard...mais après de nombreux quiproquos, lui et Sanjana se retrouvent dans son village d'origine et il retrouve son butin. Après avoir fait connaissance avec les sympathiques membres de la famille de Shekar, Sanjana apprend que si Shekar a été amené à commettre des vols, c'est en vue d'amasser l'argent nécessaire pour l'opération de son neveu et racheter les terres hypothéquées de sa famille. Tous deux participent aux fiançailles de la sœur de Shekar et celui-ci en vient à réaliser combien il est attiré par Sanjana. Cependant, il l'aide à échafauder un plan pour rendre Rahul jaloux, et lui propose pour se faire de feindre d'être son fiancé...

## Fiche technique
Sauf indication contraire, les informations mentionnées dans cette section peuvent être confirmées par la base de données cinématographiques IMDb,  présente dans la section « Liens externes ».
- Titre : Pyaar To Hona Hi Tha
- Titre original : प्यार तो होना ही था
- Réalisation : Anees Bazmee
- Scénario : Anees Bazmee
- Photographie : Nirmal Jani
- Montage : Suresh Chaturvedi
- Musique : Jatin Pandit, Lalit Pandit, Surendra Singh Sodhi
- Direction artistique : Nitin Chandrakant Desai
- Costumes : Rakhee Gulzar, Shabina Khan
- Casting : Kumar Mangat Pathak
- Producteur : Gordhan Tanwani, Ajay Acharya (coproducteur)
- Sociétés de production : Baba Films
- Pays d'origine :  Inde
- Langues : Hindi
- Format : Couleurs - 2,35:1 - DTS / Dolby Digital - 35 mm
- Genre : Comédie dramatique
- Durée : 156 minutes
- Date de sortie : 
  -  Inde : 24 juillet 1998

## Distribution
- Ajay Devgan : Shekhar
- Kajol : Sanjana
- Bijay Anand : Rahul
- Kashmira Shah : Nisha
- Tiku Talsania : Sher Singh
- Om Puri : L'inspecteur Khan

## Musique
| Chanson                 | Interprète(s)                                                            |
| ----------------------- | ------------------------------------------------------------------------ |
| Aaj Hai Sagaai          | Alka Yagnik, Abhijeet                                                    |
| Jab Kisiki Taraf Dil    | Kumar Sanu                                                               |
| Ajnabi Mujhko Itna Bata | Asha Bhosle, Udit Narayan                                                |
| Pyaar To Hona Hi Tha    | Remo Fernandes, Jaspinder Narula                                         |
| Aashiq Hoon Main        | Asha Bhosle, Udit Narayan                                                |
| Jo Hona Hai             | Asha Bhosle, Sudesh Wadkar, Bali Brahmbhatt, Vinod Rathod, Mohammad Aziz |

## À noter
- Kajol et Ajay Devgan se sont mariés peu après ce film.